# Bourg-de-Péage Drôme Handball
A Bourg-de-Péage Drôme Handball vagy csak BDP Drôme HB egy francia élvonalbeli kézilabdacsapat, melynek székhelye a Drôme folyó partján lévő Bourg-de-Péage városában van.

## A csapat
A 2020-2021-es szezont megelőzően
| Kapusok - 01 Camille Depuiset - 12 Kristy Zimmerman - 16 Camille Plante Balszélsők - 21 Fie Woller - 22 Méryle Praly Jobbszélsők - 03 Alexandra do Nascimento - 24 Candice Maurin Beállók - 19 Aminata Sow - 20 Maëlle Faynel | Balátlövők - 05 Majorie Demunck - 13 Eva Turpin - 17 Marta Mangué Irányítók - 10 Lucie Modenel - 13 Léna Grandveau - 18 Claudine Mendy Jobbátlövők - 07 Cindy Champion - 27 Delaye Siobann - 81 Deonise Fachinello |

### Átigazolások
A 2020-2021-es szezont megelőzően
| Érkezők - Claudine Mendy (az Alba FKC csapatától) - Alexandra do Nascimento (az Érd NK csapatától) - Marta Mangué (a Brest Bretagne Handball csapatától) - Fie Woller (a SG BBM Bietigheim csapatától) | Távozók - Maud-Éva Copy (a Metz Handball csapatához) - Cassandra Tollbring (a Storhamar HE csapatához) |